# Promag
Grupa Promag – ogólnopolska grupa kapitałowa działająca w branży logistyki wewnętrznej, w skład której wchodzą:
- Promag SA, który jest dostawcą wyposażenia magazynów, hal, warsztatów i biur
- Promag MS, producent mebli metalowych.

## Historia
Organizacja pod nazwą Promag powstała 15 lutego 1982 roku. Jej działalność skupiała się na rozwoju produkcji sprzętu magazynowego i przeładunkowego. W czerwcu 1983 roku organizacja przekształciła się w Zakład Handlu i Usług Promag. W tym samym roku został założony sklep w Poznaniu. W 1985 roku powstał pierwszy zamiejscowy oddział w Lublinie, a wkrótce – potem oddziały w Łodzi (1986), Bytomiu (1987) i Gdańsku (1990). 30 października 1990 roku Zakład Handlu i Usług Promag został spółką akcyjną. Po trzech latach powstał Oddział w Warszawie. Główna siedziba firmy ulokowana była wówczas w Poznaniu przy ul. Szyperskiej, a 2 października 1996 roku została przeniesiona do nowego budynku przy ul. Romana Maya. 15 marca 1997 roku uruchomiony został oddział w Bydgoszczy, w 1998 roku – w Krakowie, a następnie – we Wrocławiu.
24 kwietnia 2001 roku firma otrzymała certyfikat potwierdzający zgodność systemu jakości funkcjonującego w firmie z normą ISO 9001. 19 października 2001 roku do oferty wprowadzono wózki ręczne i urządzenia dźwignicowe pod własną marką Promag. 1 czerwca 2003 roku firma poszerzyła działalność o sprzedaż wysyłkową. Kolejna spółka Promag MS powstała 5 lipca 2005 roku. 26 października 2005 roku uruchomiono Centrum Logistyki przy siedzibie firmy na ul. Romana Maya w Poznaniu. W grudniu 2006 roku wprowadzono do sprzedaży regały paletowe PHR pod marką Promag. Spółka Promag Systemy SA powstała w 2007 roku. 16 sierpnia 2011 roku rozpoczęto budowę nowego Centrum Logistycznego w Koninku, która została ukończona w maju 2012 roku.

## Zarząd
Prezesem zarządu spółki jest Karolina Tokarz.

## Kształcenie przyszłych kadr
Promag zajmuje się propagowaniem wiedzy logistycznej wśród potencjalnych pracowników. Współpracuje z lokalnymi uczelniami: Politechniką Poznańską, Uniwersytetem Ekonomicznym, Wyższą Szkołą Logistyki, prowadząc m.in. praktyczne warsztaty dla studentów Promag, wykłady pracowników na uczelniach, konkursy studenckie, których efektem jest umożliwienie odbycia praktyki w firmie.

## Produkty
- Regały paletowe, półkowe, wspornikowe, automatyczne
- Wielopoziomowe systemy magazynowe
- Wózki widłowe, paletowe i podnośnikowe, platformowe i taczkowe
- Urządzenia dźwignicowe, przeładunkowe, do pakowania
- Palety i pojemniki
- Koła i zestawy kołowe
- Meble metalowe
- Drabiny magazynowe
- Systemy przenośników

## Nagrody i wyróżnienia
- 2000–2009: dziewięciokrotnie firma Promag otrzymała tytuł Gazele Biznesu,
- dwukrotnie otrzymała tytuł Diament Forbesa,
- 2005 i 2008 rok: statuetka Poznańskiego Lidera Przedsiębiorczości. W 2008 roku w kategorii firm średnich Promag zajął I miejsce,
- 2007 i 2010: produkty Promag dwukrotnie uzyskały tytuł „Najlepsze w Polsce”. Od 2007 roku godłem tym posługują się wózki podnośnikowe elektryczne, od 2010 roku – meble metalowe, które ponadto otrzymały również statuetkę Hipolita.